# Clásica de Almería 2013
La 26e édition de la Clásica de Almería a eu lieu le 24 février 2013. L'épreuve fait partie de l'UCI Europe Tour 2013 en catégorie 1.HC. La course a été remportée lors d'un sprint massif par l'Australien Mark Renshaw (Blanco) devant le Sud-Africain Reinardt Janse van Rensburg (Argos-Shimano) et l'Italien Francesco Lasca (Caja Rural).

## Présentation

### Équipes
Classée en catégorie 1.HC de l'UCI Europe Tour, la Clásica de Almería est par conséquent ouverte aux UCI ProTeams dans la limite de 70 % des équipes participantes, aux équipes continentales professionnelles, aux équipes continentales espagnoles et à une équipe nationale espagnole.
L'organisateur a dévoilé une liste de quatorze équipes invitées le 6 février 2013 avant d'annoncer la présence de deux équipes supplémentaires que sont les formations CCC Polsat Polkowice et Euskadi. 14 équipes participent à cette Clásica de Almería - 7 ProTeams, 5 équipes continentales professionnelles et 2 équipes continentales :
| Nom de l'équipe   | Pays       | Code |
| ----------------- | ---------- | ---- |
| Argos-Shimano     | Pays-Bas   | ARG  |
| Astana            | Kazakhstan | AST  |
| Blanco            | Pays-Bas   | BLA  |
| Euskaltel Euskadi | Espagne    | EUS  |
| Lotto-Belisol     | Belgique   | LTB  |
| Movistar          | Espagne    | MOV  |
| Vacansoleil-DCM   | Pays-Bas   | VCD  |

| Nom de l'équipe      | Pays      | Code |
| -------------------- | --------- | ---- |
| Caja Rural           | Espagne   | CJR  |
| CCC Polsat Polkowice | Pologne   | CCC  |
| Cofidis              | France    | COF  |
| NetApp-Endura        | Allemagne | TNE  |
| Sojasun              | France    | SOJ  |

| Nom de l'équipe           | Pays    | Code |
| ------------------------- | ------- | ---- |
| Burgos BH-Castilla y León | Espagne | BUR  |
| Euskadi                   | Espagne | EUK  |

## Classement final
|    | Coureur                           | Équipe               |    | Temps           |
| -- | --------------------------------- | -------------------- | -- | --------------- |
| 1  | Mark Renshaw (AUS)                | Blanco               | en | 4 h 30 min 14 s |
| 2  | Reinardt Janse van Rensburg (RSA) | Argos-Shimano        | +  | m.t             |
| 3  | Francesco Lasca (ITA)             | Caja Rural           |    | m.t             |
| 4  | Juan José Lobato (ESP)            | Euskaltel Euskadi    |    | m.t             |
| 5  | Stéphane Poulhiès (FRA)           | Cofidis              |    | m.t             |
| 6  | Francisco Ventoso (ESP)           | Movistar             |    | m.t             |
| 7  | Bartłomiej Matysiak (POL)         | CCC Polsat Polkowice |    | m.t             |
| 8  | Dennis Vanendert (BEL)            | Lotto-Belisol        |    | m.t             |
| 9  | Fabien Schmidt (FRA)              | Sojasun              |    | m.t             |
| 10 | Pim Ligthart (NED)                | Vacansoleil-DCM      |    | m.t             |

## Liste des participants
- Liste de départ complète

| Légende | Légende                                                                    | Légende | Légende                                                    |
| ------- | -------------------------------------------------------------------------- | ------- | ---------------------------------------------------------- |
| Num     | Dossard de départ porté par le coureur sur cette Clásica de Almería        | Pos     | Position à l'arrivée de la course                          |
|         | Indique un maillot de champion national ou mondial, suivi de sa spécialité | NP      | Indique un coureur qui n'a pas pris le départ de la course |
| AB      | Indique un coureur qui n'a pas terminé la course                           | HD      | Indique un coureur qui a terminé la course hors des délais |

| Blanco BLA | Blanco BLA               | Blanco BLA |
| ---------- | ------------------------ | ---------- |
| Num        | Coureur                  | Pos        |
| 1          | Stef Clement (NED)       | 75e        |
| 2          | Juan Manuel Gárate (ESP) | 79e        |
| 3          | Robert Gesink (NED)      | 62e        |
| 4          | Wilco Kelderman (NED)    | 59e        |
| 5          | Bauke Mollema (NED)      | 58e        |
| 6          | Mark Renshaw (AUS)       | 1er        |
| 7          | David Tanner (AUS)       | 23e        |
| 8          | Laurens ten Dam (NED)    | 60e        |

| Euskaltel Euskadi EUS | Euskaltel Euskadi EUS       | Euskaltel Euskadi EUS |
| --------------------- | --------------------------- | --------------------- |
| Num                   | Coureur                     | Pos                   |
| 11                    | Samuel Sánchez (ESP)        | 49e                   |
| 12                    | Igor Antón (ESP)            | 40e                   |
| 13                    | Tarik Chaoufi (MAR) (Route) | 101e                  |
| 14                    | Ricardo Mestre (POR)        | 64e                   |
| 15                    | Juan José Oroz (ESP)        | 53e                   |
| 16                    | Rubén Pérez (ESP)           | 15e                   |
| 17                    | Juan José Lobato (ESP)      | 4e                    |
| 18                    | Pablo Urtasun (ESP)         | 65e                   |

| Movistar MOV | Movistar MOV                    | Movistar MOV |
| ------------ | ------------------------------- | ------------ |
| Num          | Coureur                         | Pos          |
| 21           | Imanol Erviti (ESP)             | 32e          |
| 22           | Juan José Cobo (ESP)            | 22e          |
| 23           | José Iván Gutiérrez (ESP)       | 34e          |
| 24           | Jesús Herrada (ESP)             | 24e          |
| 25           | José Herrada (ESP)              | 35e          |
| 26           | Javier Moreno (ESP)             | 37e          |
| 27           | José Joaquín Rojas (ESP)        | 14e          |
| 28           | Francisco Ventoso (ESP) (Route) | 6e           |

| Caja Rural CJR | Caja Rural CJR              | Caja Rural CJR |
| -------------- | --------------------------- | -------------- |
| Num            | Coureur                     | Pos            |
| 31             | David Arroyo (ESP)          | 36e            |
| 32             | Antonio Piedra (ESP)        | 89e            |
| 33             | Marcos García (ESP)         | 61e            |
| 34             | Josué Moyano (ARG)          | 31e            |
| 35             | Karol Domagalski (POL)      | 19e            |
| 36             | Danail Petrov (BUL) (Route) | 27e            |
| 37             | Francesco Lasca (ITA)       | 3e             |
| 38             | Yelko Gómez (PAN)           | 88e            |

| Burgos BH-Castilla y León BUR | Burgos BH-Castilla y León BUR | Burgos BH-Castilla y León BUR |
| ----------------------------- | ----------------------------- | ----------------------------- |
| Num                           | Coureur                       | Pos                           |
| 41                            | Moisés Dueñas (ESP)           | 25e                           |
| 42                            | David Belda (ESP)             | 80e                           |
| 43                            | Pablo Torres (ESP)            | 17e                           |
| 44                            | Lluís Mas (ESP)               | 13e                           |
| 45                            | Steve Bekaert (BEL)           | 68e                           |
| 46                            | Jesús del Pino (ESP)          | 107e                          |
| 47                            | Darío Hernández (ESP)         | 108e                          |
| 48                            | Federico Butto (ITA)          | 98e                           |

| Euskadi EUK | Euskadi EUK              | Euskadi EUK |
| ----------- | ------------------------ | ----------- |
| Num         | Coureur                  | Pos         |
| 51          | Mikel Bizkarra (ESP)     | 76e         |
| 52          | Igor Merino (ESP)        | 92e         |
| 53          | Aritz Bagües (ESP)       | 82e         |
| 54          | Illart Zuazubiskar (ESP) | 94e         |
| 55          | Mikel Iturria (ESP)      | 91e         |
| 56          | Unai Iparragirre (ESP)   | 90e         |
| 57          | Carlos Barbero (ESP)     | 11e         |
| 58          | Jon Larrinaga (ESP)      | 103e        |

| Lotto-Belisol LTB | Lotto-Belisol LTB         | Lotto-Belisol LTB |
| ----------------- | ------------------------- | ----------------- |
| Num               | Coureur                   | Pos               |
| 61                | Dirk Bellemakers (NED)    | 61e               |
| 62                | Bart De Clercq (BEL)      | 39e               |
| 63                | Francis De Greef (BEL)    | 51e               |
| 64                | Jurgen Van de Walle (BEL) | 48e               |
| 65                | Joost van Leijen (NED)    | 109e              |
| 66                | Dennis Vanendert (BEL)    | 8e                |
| 67                | Jelle Vanendert (BEL)     | 54e               |
| 68                | Tim Wellens (BEL)         | 47e               |

| Vacansoleil-DCM VCD | Vacansoleil-DCM VCD      | Vacansoleil-DCM VCD |
| ------------------- | ------------------------ | ------------------- |
| Num                 | Coureur                  | Pos                 |
| 71                  | Martijn Keizer (NED)     | 72e                 |
| 72                  | Maurits Lammertink (NED) | 100e                |
| 73                  | Pim Ligthart (NED)       | 10e                 |
| 74                  | Barry Markus (NED)       | 95e                 |
| 75                  | Wout Poels (NED)         | 87e                 |
| 76                  | Nikita Novikov (RUS)     | 99e                 |
| 77                  | Danny van Poppel (NED)   | 96e                 |
| 78                  | Rob Ruijgh (NED)         | 71e                 |

| Argos-Shimano ARG | Argos-Shimano ARG                 | Argos-Shimano ARG |
| ----------------- | --------------------------------- | ----------------- |
| Num               | Coureur                           | Pos               |
| 81                | Jonas Ahlstrand (SWE)             | 106e              |
| 82                | Tom Dumoulin (NED)                | 28e               |
| 83                | Johannes Fröhlinger (GER)         | 73e               |
| 84                | Simon Geschke (GER)               | 57e               |
| 85                | Patrick Gretsch (GER)             | 74e               |
| 86                | Reinardt Janse van Rensburg (RSA) | 2e                |
| 87                | Ji Cheng (CHN)                    | AB                |
| 88                | François Parisien (CAN)           | 55e               |

| Astana AST | Astana AST                  | Astana AST |
| ---------- | --------------------------- | ---------- |
| Num        | Coureur                     | Pos        |
| 91         | Janez Brajkovič (SLO)       | 26e        |
| 92         | Jakob Fuglsang (DEN)        | 77e        |
| 93         | Tanel Kangert (EST) (Route) | 20e        |
| 94         | Fredrik Kessiakoff (SWE)    | 45e        |
| 95         | Simone Ponzi (ITA)          | 16e        |
| 96         | Kevin Seeldraeyers (BEL)    | 56e        |
| 97         | Egor Silin (RUS)            | 38e        |
| 98         | Andrey Zeits (KAZ)          | 81e        |

| Cofidis COF | Cofidis COF             | Cofidis COF |
| ----------- | ----------------------- | ----------- |
| Num         | Coureur                 | Pos         |
| 101         | Cyril Bessy (FRA)       | 52e         |
| 102         | Jérôme Coppel (FRA)     | 30e         |
| 103         | Nicolas Edet (FRA)      | 29e         |
| 104         | Gert Jõeäär (EST)       | 104e        |
| 105         | Luis Ángel Maté (ESP)   | 12e         |
| 106         | Daniel Navarro (ESP)    | 46e         |
| 107         | Stéphane Poulhiès (FRA) | 5e          |
| 108         | Tristan Valentin (FRA)  | 105e        |

| Sojasun SOJ | Sojasun SOJ              | Sojasun SOJ |
| ----------- | ------------------------ | ----------- |
| Num         | Coureur                  | Pos         |
| 111         | Anthony Delaplace (FRA)  | AB          |
| 112         | Brice Feillu (FRA)       | 67e         |
| 113         | Jonathan Hivert (FRA)    | 66e         |
| 114         | Maxime Méderel (FRA)     | 44e         |
| 115         | Paul Poux (FRA)          | 70e         |
| 116         | Fabien Schmidt (FRA)     | 9e          |
| 117         | Yannick Talabardon (FRA) | 86e         |
| 118         |                          |             |

| CCC Polsat Polkowice CCC | CCC Polsat Polkowice CCC  | CCC Polsat Polkowice CCC |
| ------------------------ | ------------------------- | ------------------------ |
| Num                      | Coureur                   | Pos                      |
| 121                      | Marek Rutkiewicz (POL)    | 50e                      |
| 122                      | Łukasz Owsian (POL)       | 84e                      |
| 123                      | Bartłomiej Matysiak (POL) | 7e                       |
| 124                      | Grzegorz Stępniak (POL)   | 93e                      |
| 125                      | Adrian Kurek (POL)        | 21e                      |
| 126                      | Jarosław Marycz (POL)     | 97e                      |
| 127                      | Davide Rebellin (ITA)     | 42e                      |
| 128                      | Adrian Honkisz (POL)      | 33e                      |

| NetApp-Endura TNE | NetApp-Endura TNE      | NetApp-Endura TNE |
| ----------------- | ---------------------- | ----------------- |
| Num               | Coureur                | Pos               |
| 131               | Jan Bárta (CZE)        | 102e              |
| 132               | Cesare Benedetti (ITA) | 43e               |
| 133               | Iker Camaño (ESP)      | 78e               |
| 134               | David de la Cruz (ESP) | 63e               |
| 135               | Bartosz Huzarski (POL) | 41e               |
| 136               | Leopold König (CZE)    | 85e               |
| 137               | José Mendes (POR)      | 83e               |
| 138               | Daniel Schorn (AUT)    | 18e               |